# 努昂
努昂（法語：Nouhant，法語發音：[nu.ɑ̃]）是法国克勒兹省的一个市镇，位于该省东北部，属于欧比松区。

## 地理
努昂（46°17'4"N, 2°23'26"E）面积25.75 平方千米，位于法国新阿基坦大区克勒兹省，该省份为法国中部省份，位于法國中央高原西北部，北起安德尔省和谢尔省，西接维埃纳省，南至科雷兹省，东临多姆山省，东北与阿列省接壤。
与努昂接壤的市镇（或旧市镇、城区）包括：阿尔希尼亚、拉迈、圣马蒂尼安、特雷尼亚、莱波、苏芒、韦尔内日、维耶尔萨。

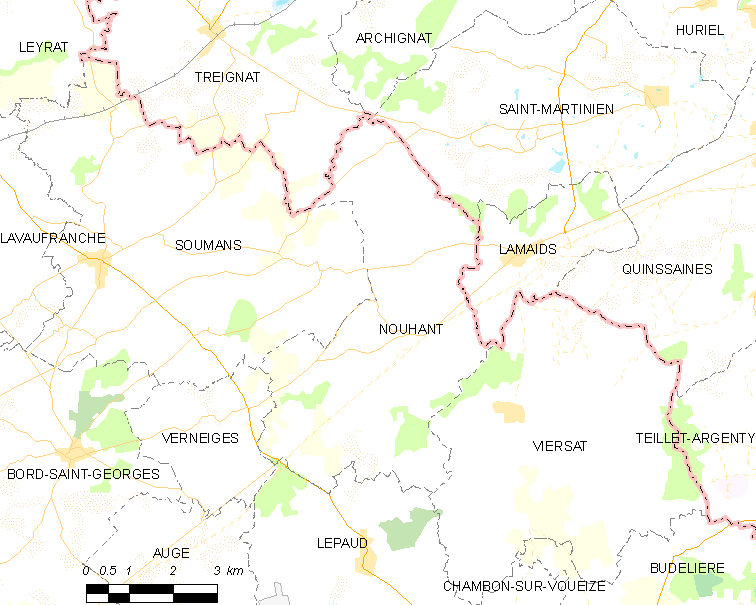
努昂的OSM定位图

努昂的时区为UTC+01:00、UTC+02:00（夏令时）。

## 行政
努昂的邮政编码为23170，INSEE市镇编码为23145。

## 政治
努昂所属的省级选区为埃沃莱班县。

## 人口

1962-2008年间努昂人口变化图示

努昂于2022年1月1日时的人口数量为301人。